# Sagittaria (drag queen)
Sagittaria, nome artístico de Iván Flores (Barcelona, 13 de julho de 1998), é uma drag queen espanhola, reconhecida por ter competido na primeira temporada de Drag Race España.

## Carreira
Em 2021, integrou o elenco de concorrentes da primeira temporada de Drag Race España, a versão espanhola de RuPaul's Drag Race, após ter sido incentivada pela artista drag Valentina a prosseguir na sua arte. Posicionou-se como uma das três finalistas da temporada, sendo apenas superada pela vencedora Carmen Farala e a segunda finalista Killer Queen. Após a emissão da temporada, Sagittaria fez parte da tourné nacional Gran Hotel de las Reinas, ao lado das ex-concorrentes do programa assim como de Supremme de Luxe e Paca La Piraña.
Em 2022 participou nos documentário Tacones sobre ruedas, dirigido por Pau Canivell e a 24 de junho de 2023 actuou no Orgulho LGBT de León com a artista drag mexicana Keala Fierce. Nesse mesmo mês participou numa iniciativa em reivindicação dos direitos LGBT, junto a um grande número de artistas drags de Drag Race España e a concorrente do programa RuPaul's Drag Race UK, Choriza Maio
Em 2024 foi uma das concorrentes que participou na primeira temporada de Drag Race España: All Stars.

## FilmografIa

### Cinema
| Ano  | Título               | Papel      | Notas        |
| ---- | -------------------- | ---------- | ------------ |
| 2022 | Tacones Sobre Ruedas | Sagittaria | Documentário |

### Televisão
| Ano  | Título                         | Papel      | Notas       |
| ---- | ------------------------------ | ---------- | ----------- |
| 2021 | Meet The Queens                | Sagittaria | 1 episódio  |
| 2021 | Drag Race España (temporada 1) | Sagittaria | Concorrente |
| 2022 | Maestros de la costura         | Sagittaria | 1 episódio  |
| 2024 | Drag Race España: All Stars    | Sagittaria | Concorrente |

### Videoclips
| Ano  | Título   | Artista        | Notas                                                       |
| ---- | -------- | -------------- | ----------------------------------------------------------- |
| 2021 | Camaleón | Belém Aguilera | com Arantxa Castilla-A Mancha, Pupi Poisson e Carmen Farala |